# 옌바이성
옌바이성(베트남어: Yên Bái / 安沛省 안패성)은 베트남의 오래된 지방이다. 2025년 6월 12일, 옌바이성 성이 라오까이성 편입되었다.

## 어원
옌바이 성은 한월어인 安沛에서 기원되었다.

## 지리
옌바이는 면적이 6899.5km2이고, 홍강은 지방을 통과한다. 옌바이는 험준한 산악 풍경과 계곡의 푸른 논밭으로 특징지어지는 산악 지방이다. 호앙리엔선 산맥은 지방을 관통한다. 홍강(혹은 타오 강)과 짜이강이 그 지방을 흐른다. 이 강들은 중국 윈난에서 발원한다. 옌바이성의 이 두 강줄기에 의해 만들어진 계곡은 울퉁불퉁한 영토지만 비옥하다. 무옹로 평원은 옌바이성의 곡창지대이다.
지형은 동쪽에서 서쪽으로, 남쪽에서 북으로 솟아 있어 가파르다. 평균 고도는 해발 약 600m이다. 홍강 유역의 좌안과 홍강의 높은 우안에 있는 저지대와 홍강과 다강 사이의 고원에는 산이 많다. 두 개의 주요 강인 홍강과 다강 외에, 이 지방에는 약 200개의 운하, 작은 개울, 큰 호수, 늪이 있다. 탁바 호수는 234km2의 면적과 1,331개의 섬과 언덕을 가진 인공호수도 옌바이성에 위치해 있다. 30억~39억 입방미터의 용수를 보유하고 있으며, 당초의 의도는 베트남 최초의 대규모 수력 발전 사업 중 하나인 탁바 수력발전소를 가동하는 것이었다. 수천 개의 언덕과 섬에는 훔, 꺼우꾸오이, 박싸를 포함한 많은 동굴이 있다. 탁바 사원은 호수 지역에 위치해 있다. 탁바호는 그 지방의 서부 지역의 기후 패턴을 덥고 건조한 상태에서 적당한 상태로 바꾸었다.

## 행정 구역
7개의 현이 있다.

### 시
- 옌바이시 (Yên Bái, 安沛市)

### 시사
- 응이어로 시사 (Nghĩa Lộ, 義路市社)

### 현
- 룩옌현 (Lục Yên, 陸安縣)
- 무깡짜이현 (Mù Cang Chải)
- 짬떠우현 (Trạm Tấu, 站奏縣)
- 쩐옌현 (Trấn Yên, 鎭安縣)
- 반쩐현 (Văn Chấn, 文振縣)
- 반옌현 (Văn Yên, 文安縣)
- 옌빈현 (Yên Bình, 安平縣)

## 인구 통계
베트남 통계청에 따르면 2008년 기준 옌바이성의 인구는 750,200명으로 이 지방의 총 면적 6,899.5평방킬로미터에 걸쳐 km2당 109명의 밀도를 보였다. 이 기간의 남성 인구는 372,000명이었으며, 여성은 378,200명이다.
옌바이성에는 많은 민족이 있다. 그 나라의 대다수의 인구를 형성하는 킨족들은 오래 전에 이곳에 정착했고, 지역 소수 부족들과 일치하여 이 지역에 정착하여 경작 관행을 발전시켰다. 킨족의 조상은 현재까지 9대에 걸쳐 하이즈엉팜바룩(Hải Dương Pham Ba Luc)으로 추적되고 있으며, 1937년 홍사의 닥 마을에 세워진 기념비는 조상들의 보금자리로서 높이 존경받고 있다.